# Louis de Monard
Pour les articles homonymes, voir Monard.
Louis de Monard, né le 31 janvier 1873 à Autun et mort le 15 juillet 1939 à Paris (14e arrondissement), est un sculpteur et un peintre animalier français.

## Biographie
Louis François de Monard est né au no 2 rue Chaffaut à Autun dans une famille de militaires de Champagne. Il fait ses études à Autun et échoue à l'École spéciale militaire de Saint-Cyr. En 1892, il s'engage dans les dragons à Dijon d'où il est libéré un an plus tard. Il partage alors son temps entre les propriétés familiales de Montot dans le canton de Liernais et Marcheseuil. Doué pour les arts et les belles-lettres, il dessine la nature et est remarqué par Eugène Froment-Delormel (1821-1900), qui vivait près d'Autun, et par Philibert Marillier (1829-1911, lui-même élève de Charles Gleyre).
A Paris il fréquente le Montmartre de la Belle Époque : Xavier Privas, Charles Léandre, Guirand de Scevola, Roger Reboussin, Théodore Botrel, Georges Courteline…).
Il devient collaborateur au Courrier Français Illustré, journal le plus populaire de la Belle Époque, et à l'hebdomadaire Les 4'z'Arts (dirigé par Emile Goudeau ancien rédacteur en chef du journal du Chat Noir), associé au célèbre Cabaret des Quat'z'Arts, dès son premier numéro le 6 novembre 1897.
Il expose pour la première fois au Salon de la Société Lyonnaise des Beaux-Arts en 1900 - une aquarelle, Étude d'Amazone, signée et datée 1899, aujourd'hui dans la collection de la mairie de Bois-le-Roi.
Il est membre de la Société des artistes français à laquelle il fait don de La Jument au caveçon en 1904. En 1905, le président Émile Loubet offre au roi d'Italie une œuvre intitulée Le Cob irlandais. À cette date, de Monard rejoint la Société nationale des beaux-arts. Entre 1907 et 1909, il sculpte une série de chiens dont une commande d'État, Fox terrier retournant un crabe, et des œuvres monumentales telles que La Chasse de l'aigle (1905-06) - inspiré par le poème éponyme de Leconte de Lisle in Poèmes tragiques, le Monument aux aviateurs morts (1912), ou La Prise du sanglier (1913).
Il est mobilisé comme artilleur pendant la Première Guerre mondiale.
En 1921, il exécute le Monument aux morts de Bois-le-Roi où il réside dès lors. Il travaille avec les fondeurs Hébrard et Valsuani, ainsi que pour la Manufacture de Sèvres entre 1923 et 1925. En 1924, Anatole de Monzie érige à Cahors son Centaure qui danse.
En 1932, il reçoit le prix Puvis de Chavannes pour Les Vautours installés dans la pièce d'eau du square des Batignolles à Paris. Malade depuis 1931, Monard revient à la peinture. Il peint des félins, La Tigresse (1934), visible à Bois-le-Roi. Sa dernière œuvre est Lionne et ses lionceaux, groupe monumental se trouvant à Bagnères-de-Luchon.
Louis de Monard est inhumé au cimetière de Bois-le-Roi, où sur son tombeau se trouvait une version (disparue) de la Coupe aux Vautours, dont une version en bronze se trouve au Musée d’Orsay :  Coupe des grands planeurs, bronze (v. 1909).

## Œuvres dans les collections publiques
Liste non exhaustive, par ordre alphabétique de localité : 
Amiens, musée d'Amiens
- Lionne dévorant sa proie, 1898
- Femme à la coupe, 1925

Autun, musée Rolin :
- Bellérophon enfourchant Pégase, plâtre patiné, vers 1890-1910
- Aigle au casque, plâtre patiné, vers 1895-1900
- Calvacade de la st-Ladre (10 Fructidor an X - 1801)
- Jument avec caveçon, plâtre patiné, 1904
- Le combat de deux jeunes boucs, plâtre patiné, 1912
- Tête de vautour, plâtre patiné, 1920
- Chevreau, 1920
- Choc de cavalerie, encre et lavis sur papier, vers 1920-30
- Esquisse pour un Monument au général Foch, 1931

Bagnères-de-Luchon :
- La Lionne et ses lionceaux, groupe en pierre, 1920-30

Bois-le-Roi :
La Mairie possède dans sa collection plusieurs œuvres de Louis de Monard : 
- Terrier irlandais tuant un lapin, plâtre, 1905
- Étude d'Amazone, aquarelle, 1899
- La prise du sanglier, terre crue
- Portrait de Jeanne Galy, bas-relief, plâtre
- La Jeune Fille au chevreau, plâtre, 1924
- Tigresse, huile
- Victoire nue, plâtre, statuette étude pour La France victorieuse, 1920
- Victoire se couronnant, plâtre, étude préparatoire pour La France victorieuse, 1920

Dans le Square Louis de Monard, près de l’église Saint-Pierre, le Monument aux Morts est surmonté de sa sculpture : 
- La France victorieuse, 1921.

Cahors, Parc Olivier-de-Magny :
- Centaure qui danse, calcaire, 1919

Dijon
- Cheval, 1904
- Cheval sauvage, 1922

Paris :
- Cité internationale universitaire de Paris : Centaure, grès de la Manufacture de Sèvres.
- Musée d’Orsay :  Coupe des grands planeurs, bronze, v. 1909.
- Square des Batignolles : Les Vautours, 1930, groupe en pierre[6].

Suresnes :
- Lycée Paul-Langevin : deux Centaure

Vannes
- La Peur, 1925

Vernon (Eure), Musée Alphonse-Georges-Poulain
- Panthère, plasticine, v.1898
- Chat couché, terre crue, 1898
- Petit Cheval cabré, plasticine, v.1900
- Cheval surpris, plâtre, 1900
- Irish Terrier, plâtre, 1908
- Chien de meute aboyant au cerf, plâtre, 1908
- Vautour, plâtre, 1909
- Sur la voie froide (chien de meute), plâtre, 1910
- Vautour perché ou Petit Vautour, vers 1912
- Cheval sauvage mordant un loup, terre crue, 1915-25
- Chevreau bondissant, plâtre, v. 1921
- La Chasse du centaure, plâtre, 1923
- Les chevaux sauvages, 1923
- Jeune-fille au chevreau, 1924
- La tigresse ou le tigre, huile, 1925-30
- Jument trotteuse rentrant au près, plâtre, 1927
- Chimpanzé, plâtre, 1927
- Faune penché, plâtre, 1929
- L'agonie de la centauresse, terre crue, vers 1929

- Chevreaux et feuillage, terre cuite, 1930
- Tête de lion (étude), huile, vers 1933
- Lionne, huile sur toile, vers 1933-38
- Tête de lionne, terre crue, 1935
- Tigre en chasse, huile, 1937

Œuvres de Louis de Monard
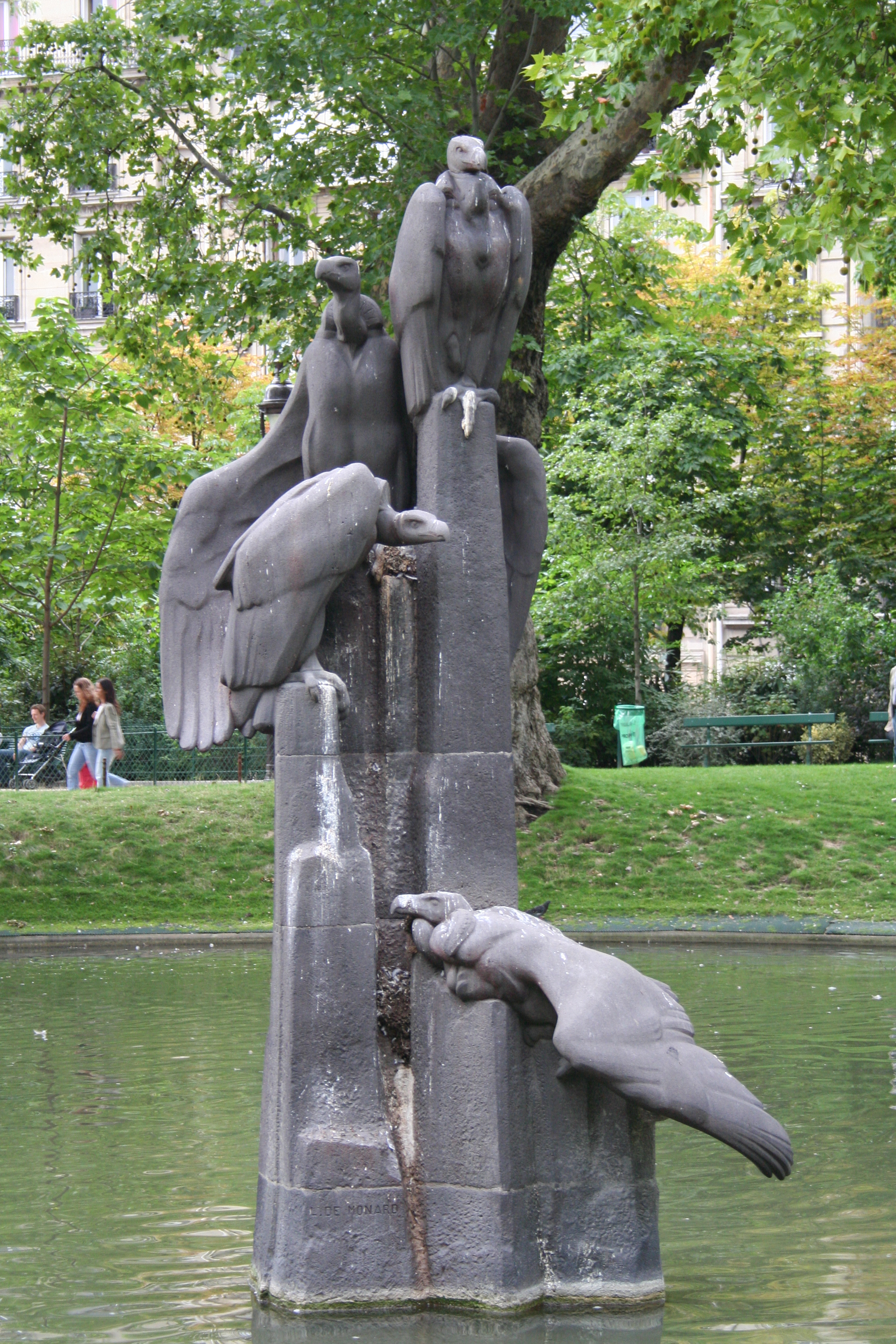
Les Vautours (1930), Paris, square des Batignolles.
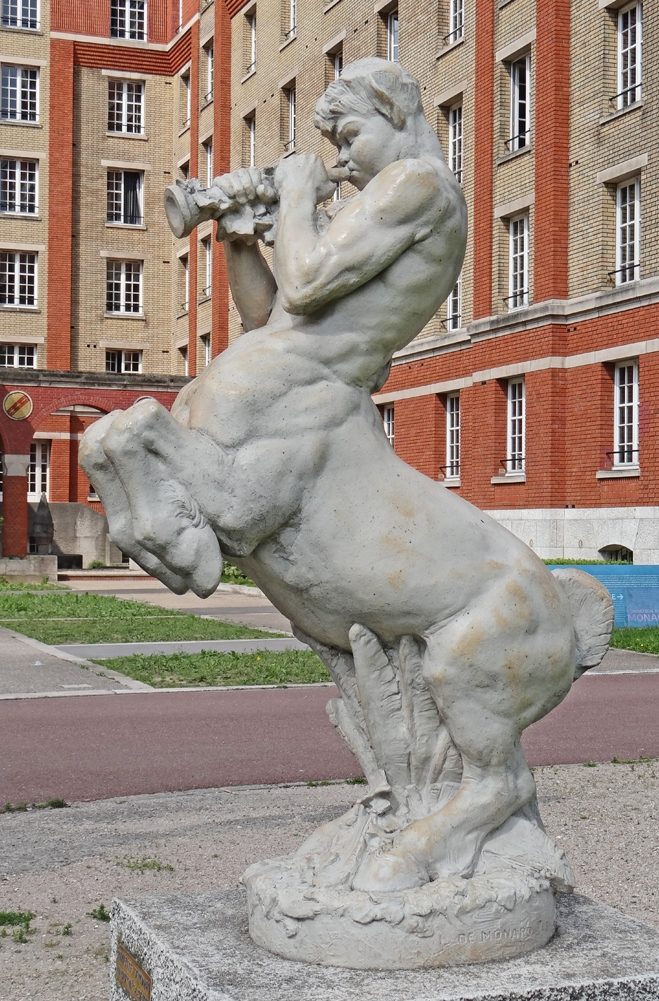
Centaure, Cité internationale universitaire de Paris.
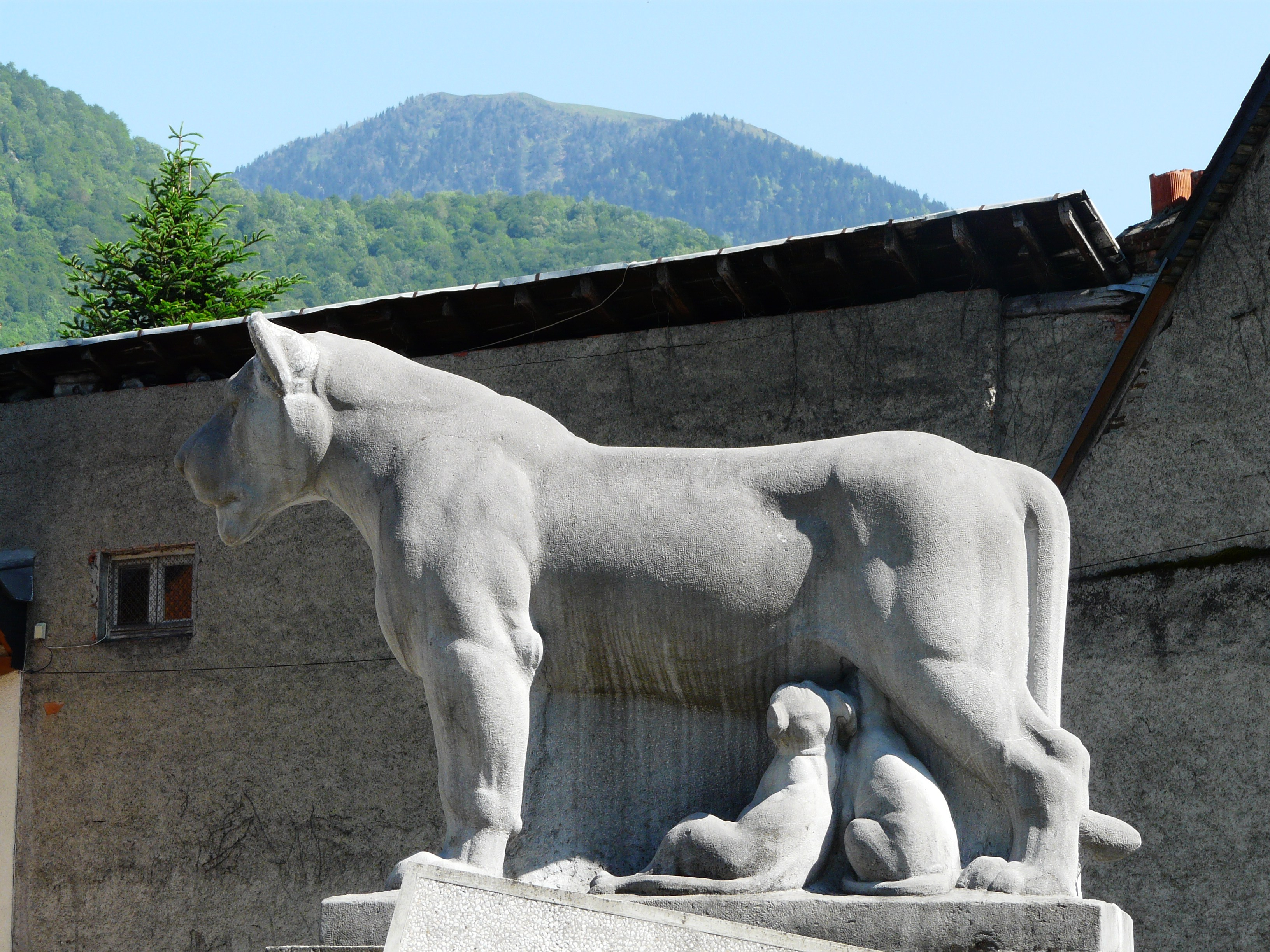
La Lionne et ses lionceaux, Bagnères-de-Luchon.

## Expositions
- 1973 : Louis de Monard, Autun, musée Rolin.

## Distinctions et hommages
Un square de Bois-le-Roi porte son nom.